# Katedra za psihologijo dela in organizacije
Katedra za psihologijo dela in organizacije je bila ustanovljena leta 1961, v prostorih Filozofske fakultete v Ljubljani, na Oddelku za psihologijo. Takratno ime katedre je bilo Katedra za industrijsko psihologijo. Istega leta so bile pod vodstvom predstojnika docenta dr. Ivana Toličiča, ustanovljene še štiri druge katedre in sicer Katedra za občo psihologijo, Katedra za otroško in mladinsko psihologijo (pozneje Katedra za razvojno psihologijo), Katedra za klinično psihologijo in Katedra za psihometrijo (pozneje Katedra za psihološko metodologijo).
V študijskem letu 1962/63 je bila ena izmed treh študijskih smeri na psihologiji tudi študij industrijske psihologije. Ta je bil enopredmeten, študentje pa so ga vpisovali kot A-predmet (drugi dve študijski smeri sta bili klinična in šolska psihologija).
Industrijska in organizacijska psihologija je uporabna psihološka disciplina, kjer se uveljavljajo vedno nove psihološke discipline, ki so bolj ali manj specializirane. Med novejše spadajo okoljska in ekonomska psihologija, organizacijska psihologija, inženirska psihologija in psihologija trženja.
Najbolj viden pečat na katedri sta pustila red. prof. dr. Edvard Konrad in izr. prof. dr. Argio Sabadin. Njuna ključna področja raziskovanja so bila motivacija pri delu, utrujenost, delovne kariere, vodenje, organizacijska klima in kultura. Danes pa doc. dr. Eva Boštjančič in asist. dr. Boštjan Bajec raziskujeta aktualne teme s področja nezavednih motivov vodij, izgorelosti, zaključevanja kariere, razporejanje časa v organizacijah in življenju.

## Strokovni sodelavci na Katedri za psihologijo dela in organizacije
- prof. dr. Zoran Bujas (1954-1978 predaval industrijsko psihologijo (le do 1961) ter statistiko in psihometrijo)
- red. prof. dr. Levin Šebek (1955-1988 prof. za psihometrijo in industrijsko psihologijo, predstojnik Oddelka za psihologijo, prorektor Univerze v Ljubljani)
- red. prof. dr. Edvard Konrad (1964-2008)
- red. prof. dr. Vekoslav Verhovnik (1974-1989 predavatelj pri predmetu Ekologija za psihologe)
- izr. prof. dr. Argio Sabadin (1975-2011)
- doc. dr. Eva Boštjančič (2003- )
- asist. Marija Petrič (1963-1970, nato postala redna profesorica na Katedri za socialno psihologijo)
- asist. Klas Matija Brenk (1970-1980, nato postal redni profesor na Katedri za psihometrijo)
- asist Marko Polič (1970-1970, nato postal redni profesor na Katedri za občo psihologijo)
- asist. Miro Kline (1980-1995, kasneje docent za tržno komuniciranje na FDV)
- asist. Aleksander Bratina (1987-2004, potem se je zaposlil pri Dnevniku)
- asist. dr. Boštjan Bajec (2001 - )
- prof. dr. Albin Seliškar (fiziologija dela)
- prof. dr. Janko Sušnik, dr. med. (fiziologija dela)
- prof. dr. Samo Modic, dr. med. (higiena in varnost pri delu)
- G. Zadnik (organizacija dela)

## Predmeti, ki se trenutno izvajajo na Katedri za psihologijo dela in organizacije

### Na dodiplomskem študiju
- Uvod v psihologijo dela in organizacije

Psihologija dela in organizacije je uporabna veja psihologije, ki se ukvarja s človekom pri delu, s pristopi reševanja problemov človekovega dela ter etičnimi in pravnimi vidiki, ki so s tem povezani. Ukvarja se z različnimi aspekti človekove delovne dejavnosti, raziskuje karierne možnosti za zaposlitev ter pomaga spoznavati možnosti za uporabo psiholoških spoznanj v povezavi z realnimi problemi v delovnih organizacijah. Proučuje spremembe in prilagoditve, ki jih zahteva pojav globalizacije, raziskuje metodološke pristope in uporabnost raziskovalnih rezultatov v realnem življenju. Pomembno je poznavanje pomena dela, odnosa med delom in drugimi življenjskimi področji. Psihologija dela in organizacije zajema tudi delovne vrednote in stališča, raziskuje kvaliteto delovnega življenja, brezposelnost ter analizira etične in pravne vidike stroke.
- Psihologija dela

Psihologija dela se ukvarja z eksplanatornimi in tehnološkimi teorijami za pridobivanje temeljnih diagnostičnih in intervencijskih spretnosti ter profesionalne in raziskovalne kompetentnosti pri obravnavanju človeka pri delu.
- Fiziologija dela (izbirni strokovni predmet)

Fiziologija dela se ukvarja z obremenitvami in obremenjenostjo zaposlenih, udeležencev v prometu in športnikov (rekreativcev) ter tudi z obremenjenostjo v kompleksnem delovnem okolju. Njen namen je ocenjevanje, merjenje in vključevanje v ergonomsko preoblikovanje v smislu vzpostavljanja najbolj optimalnih odnosov med biološkimi, tehničnimi in ekološkimi sistemi.

### Na podiplomskem študiju
- Kadrovska psihologija

Kadrovska psihologija se ukvarja z osnovnimi teoretičnimi pojmi in praktičnimi aplikacijami pri obravnavanju človeka pri delu. Obravnava eksplanatorne in tehnološke teorije ter temeljne diagnostične in intervencijske spretnosti. Ukvarja se s profesionalno in raziskovalno kompetentnostjo.
- Organizacijska psihologija

Organizacijska psihologija proučuje vedenje posameznikov in skupin pri delu. To ni pomembno le za izboljšanje produktivnosti obstoječih zaposlenih, ampak tudi pri zaposlovanju novih. Gre za zadnjo vejo psihologije, ki se je razvila v 30-ih letih dvajsetega stoletja. Danes vse več podjetij zaposluje strokovnjake iz organizacijske psihologije za povečanje produktivnosti in izboljšanje kakovosti.
- Izbirni strokovni modul: Posameznik in organizacija v delovnih in drugih okoljih

	-Od inženirske do kiberpsihologije:
To področje psihologije se ukvarja z razvojem interakcije med človekom in strojem (računalnikom). Ugotavlja perceptivne, kognitivne in motorične omejitve človeka pri delu s strojem. Preučuje hardware in racionalizacijo dela ter software kot virtualno okolje. Njeno področje pa so tudi psihološki fenomeni povezani z internetom.
	-Okoljska psihologija z ekologijo:
Okoljska psihologija z ekologijo se ukvarja z odnosi med ljudmi in njihovim okoljem ter z ekološkimi dejavniki delovnega okolja in bivalnega okolja in njihovim vplivom na zdravje, počutje in delovni učinek. Med dejavnike delovnega in bivalnega okolja štejemo ionizirna in neionizirna sevanja, hrup, razsvetljavo, pline in aerosole ter toplotno okolje. Druga področja, ki jih Okoljska psihologija z ekologijo še preučuje, so družbeni procesi in okolje, spoznavanje okolja, čutne kakovosti in njihovi vplivi, okoljski problemi in njihove rešitve, naravno okolje, nesreče, značilnosti vedenja in doživljanja v nekaterih posebnih okoljih ter psihologija in načrtovanje.
	-Ekonomska psihologija:
Predmet je namenjen spoznavanju področij ekonomske psihologije, menedžmenta in marketinga, vse to znanje pa se uporablja v delovnih, edukacijskih in zdravstvenih organizacijah ter na področju institucij in socialnih akcij. Pomembno je tudi spoznavanje metod za analizo kompleksnih modelov multivariatnih odnosov in njihove aplikacije v ekonomski psihologiji.